# 第十六代沃里克伯爵理查德·内维尔
第十六代沃里克伯爵理查德·内维尔（英語：Richard Neville, 16th Earl of Warwick，1428年11月22日—1471年4月14日），是一位英国贵族、行政官和军事指挥官。他是第五代索爾斯伯利伯爵理察·內維爾的长子，并通过婚姻成为沃里克伯爵。他是当时那个时代最富有、最有权势的英国贵族，其政治关系早已超越了国家边界。他还是玫瑰战争中的领袖之一，最初支持约克王朝，但后来转向兰开斯特一方，他在两位英国国王的废黜中皆发挥了重要作用，使他得到了绰号“造王者理查德”（Warwick the Kingmaker）。
由于通过婚姻和继承得来的一大笔财富，沃里克在1450年代成为了英国政治的中心。原本，他是亨利六世的支持者；然而，由于与萨默塞特公爵埃德蒙·蒲福的地产争端，使得他与约克公爵理查德联合反抗国王的政令。从这场冲突中，他获得了具有战略意义的加来指挥官职位，这个职位将在未来几年使他受益匪浅。宫廷内的政治冲突后来变成了全面的叛乱，在韦克菲尔德战役中约克公爵被杀，沃里克的父亲索尔兹伯里也被杀。然而，约克公爵的儿子后来在沃里克的帮助下获胜，加冕为英王爱德华四世。爱德华四世最初在沃里克的支持下能够顺利地统治英格兰，但两人后来因外交政策和国王选择迎娶伊丽莎白·伍德维尔而决裂。在为扶持爱德华的兄弟克拉伦斯公爵乔治称王的阴谋失败之后，沃里克反而让亨利六世重新登上王位。然而，胜利是短暂的：在1471年4月14日，沃里克在巴尼特战役中被爱德华击败，并最终被杀。
沃里克的行为一直备受争议。历史观点在认为他以自我为中心和鲁莽之间交替，并将他视为被一位忘恩负义的国王抛弃的受害者。同时，人们普遍认为，在当时的那个时代，他在社会各阶层都享有很高的声望，而且他善于利用民众的情绪来获得政治支持。 

## 成为沃里克伯爵
内维尔家族是一个来自达勒姆的古老家族，在十四世纪英格兰与苏格兰人的战争中声名鹊起。1397年，理查二世国王授予拉尔夫·内维尔威斯特摩兰伯爵的称号。拉尔夫的儿子理查德（沃里克伯爵的父亲），由于是第二次婚姻的小儿子，理查德并不是伯爵爵位的继承人。
索尔兹伯里的儿子理查德，后来的沃里克伯爵，出生于1428年11月；由于没有书面的记载，如今的人们对他的童年知之甚少。 1436年，年仅8岁的理查娶了第十三代沃里克伯爵理查·德·博尚和他的妻子伊莎贝尔·德斯彭瑟的女儿安妮·博尚。这使他不仅成为索尔兹伯里伯爵爵位的继承人，而且还可以继承蒙塔古、博尚和德斯宾塞家族的大部分遗产。 
但接下来的发生事情会使其更加富有。博尚的儿子亨利与理查德的妹妹塞西莉结婚，但于1446年去世。当亨利的女儿安妮于1449年去世时，理查德也发现自己在依据妻权成为了沃里克伯爵。然而，理查德对家族地产的继承权并非毫无争议。随后就发生了一场关于部分遗产的旷日持久的斗争，特别是与第二代萨默塞特公爵埃德蒙·博福特 之间，博福特娶了理查德·博尚（Richard Beauchamp）第一次婚姻的女儿。双方的争议主要集中在土地上，而不是沃里克伯爵头衔上，因为亨利的同父异母姐妹很早就被排除在继承权之外。 
1449年，理查德和父亲一起在英格兰北方戍边，并有可能参加了1448-1449年对苏格兰的战争。当约克公爵理查德在1452年发起反抗国王的起义时，沃里克和他的父亲都坚定地拥护着国王亨利六世。 

## 内战
1453年6月，萨默塞特被授予格拉摩根领地的监护权——在此之前该领地是沃里克持有的德斯宾塞遗产的一部分。因此，两人之间爆发了冲突。那年夏天，亨利国王得了重病。由于萨默塞特是国王和玛格丽特王后的宠儿，所以在国王丧失行为能力的情况下，他几乎完全控制了政府。这使沃里克在与萨默塞特的争端中处于不利地位，并促使他与约克公爵合作。受对法作战失败的影响，政治气候开始转向反对萨默塞特。1454年3月27日，一群皇家顾问任命约克公爵为摄政王。约克公爵现在不仅可以依靠沃里克的支持，还可以依靠沃里克的父亲索尔兹伯里的支持。 
约克公爵的第一次摄政并没有持续多久。1455年初，国王康复，并在名义上重新掌权，但实权还是在萨默塞特手上。沃里克、约克和索尔兹伯里都回到各自的领地，并开始集结军队。向伦敦进军时，他们在圣奥尔本斯遇到了国王，两支军队在那里发生了冲突。虽然这场战斗很短暂，也没有太大的伤亡，但它是约克家族和兰开斯特家族在被称为玫瑰战争的冲突中首次发生武装敌对行动。这场战斗也具有重要性，因为在这场战役中，国王被捕，萨默塞特被杀。 
约克公爵的第二次摄政比第一次更短。在1456年2月的议会上，国王——现在在玛格丽特女王的影响下——恢复了自己对王国的统治。这时沃里克已经接管了索尔兹伯里，成为约克最主要盟友，甚至出现在同一个议会中以保护约克免受报复。这场冲突也是沃里克职业生涯的关键时期，因为皇室为了化解冲突，把他任命为加来指挥官。这个职位在接下来的冲突中为他提供了重要的权力基础。1347年从法国征服的欧陆城镇加来不仅具有至关重要的战略意义，而且还拥有英格兰最大的常备军。最初驻军和被称为主食的皇家羊毛企业在欠款方面存在一些争议，但在7月沃里克如期上任。 
在最近的事件之后，玛格丽特仍然认为沃里克是对王位的一个潜在威胁，于是切断了他的补给。但在1457年8月，法国对英国桑威奇海港的袭击引发了英国王室对法国全面入侵的担忧。因此沃里克再次获得资金以保护驻军并在英国海岸巡逻。 1458年5月，沃里克无视皇室权威，对卡斯蒂利亚王国的舰队进行了非常成功的海盗活动，几周后又对汉萨舰队进行了攻击。他还利用自己在欧洲大陆的时间与法国的查理七世和勃艮第的菲利普建立了关系。 凭借自己的军事声誉和良好的国际关系，他随后将部分驻军带回了英格兰，并于1459年秋天会见了他的父亲和约克公爵。 

## 约克家族胜利

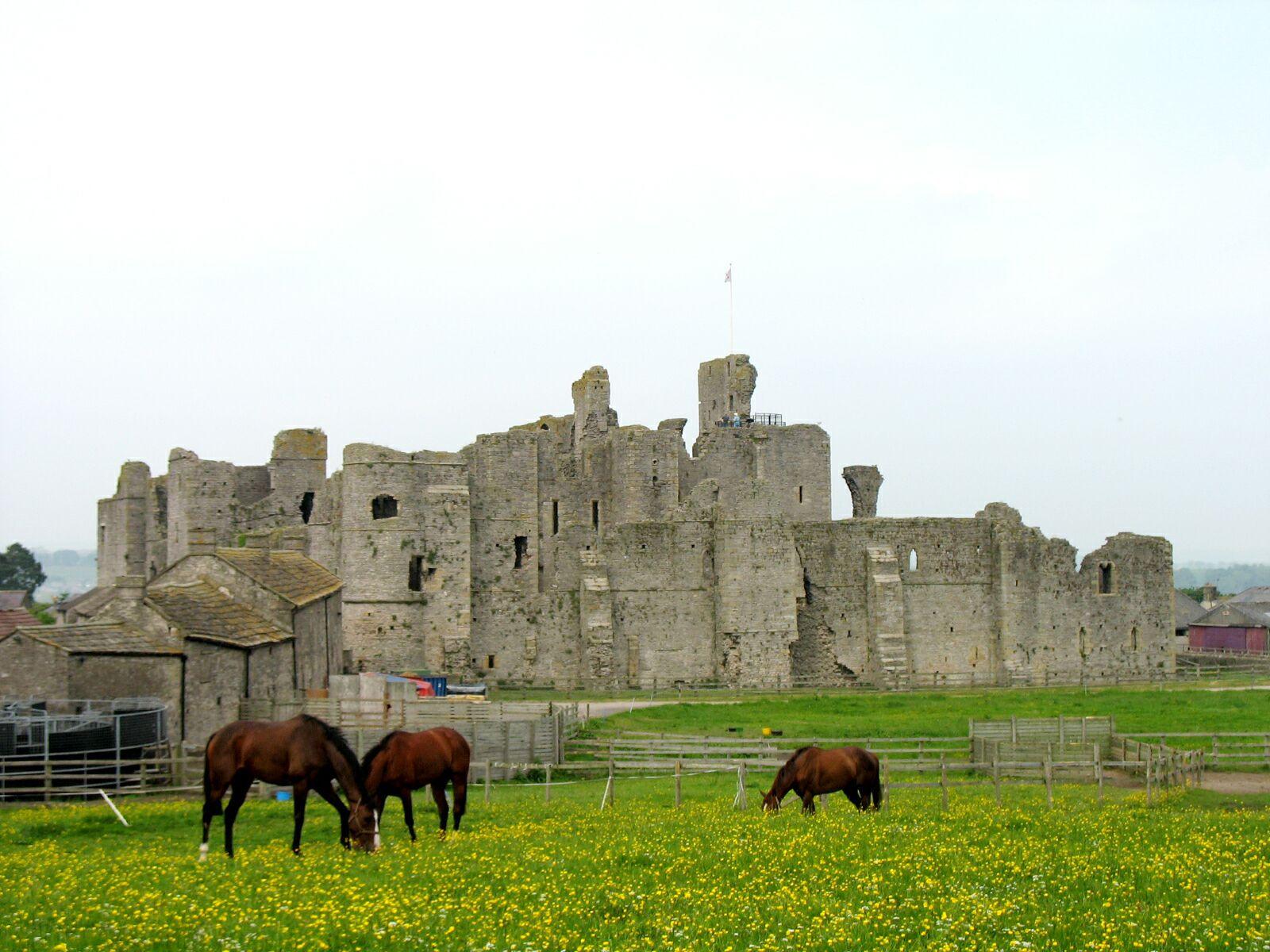
米德尔汉姆城堡，沃里克经常在此地居住

1459年9月，沃里克越过英格兰，向北前往拉德洛，与约克公爵和索尔兹伯里伯爵汇合，后者在布洛希思战役中击败了兰开斯特人。 在附近的路德福桥，他们的部队被国王的军队击溃，部分原因是安德鲁·特罗洛普（Andrew Trollope）指挥的加来特遣队叛逃。 事实证明，大多数士兵仍然不愿意向国王举起武器。约克公爵被迫带着他的第二个儿子拉特兰伯爵埃德蒙逃往爱尔兰都柏林，而沃里克和索尔兹伯里则在约克公爵的儿子马奇伯爵爱德华（未来的国王爱德华四世）的陪同下航行到加莱。萨默塞特公爵亨利·博福特被任命接替沃里克担任加莱指挥官，但约克党人设法保住了驻军。 
1460年3月，沃里克前往爱尔兰与约克公爵规划下一步行动，随后返回加来。6月26日，他与索尔兹伯里和马奇伯爵一起在桑威奇登陆，三位伯爵从这里向北骑马前往伦敦。索尔兹伯里被留下围攻伦敦塔，而沃里克带着马奇去追捕国王。7月10日，亨利国王在北安普顿被俘，白金汉公爵等人阵亡。
九月，约克公爵抵达英格兰。同年10月的议会上，约克公爵走上王位并把手放在上面。这一标志着篡夺的行为让议会震惊。目前尚不清楚沃里克是否事先了解约克的计划，但据推测，这是两人于去年3月在爱尔兰达成的协议。然而，很明显，议会的成员们完全无法接受这样的政权更迭，于是双方达成了妥协。1460年10月25日签署的协议法案规定，虽然亨利六世被允许在王位上度过余生，但他的儿子威斯敏斯特的爱德华将被剥夺继承权。同时，约克公爵将成为下一个国王，并在继承王位前担任摄政王。 
这种解决方案对任何一方来说都不理想，进一步的冲突是不可避免的。 12月30日，在韦克菲尔德战役中，约克公爵被杀，其次子拉特兰伯爵埃德蒙和沃里克的弟弟托马斯也被杀。一天后，索尔兹伯里被处决。沃里克向北进军继续对抗敌人，但在第二次圣奥尔本斯战役中被击败并被迫流亡。随后，他与在莫蒂默斯克罗斯战役中取得重要胜利的约克家族成员--现任约克公爵爱德华王子联手。
正当玛格丽特王后犹豫要采取下一步行动时，沃里克和爱德华已经进军伦敦。首都的市民普遍不满兰开斯特军队的野蛮行径，并对约克家族表示同情。3月4日，在一个迅速聚集的集会约克公爵加冕为爱德华四世国王。新国王随即北上以巩固他的头衔，并在约克郡的陶顿与兰开斯特军团交战。沃里克由于在浮桥战役受伤，所以在接下来的战斗中并没有太大的贡献。这场异常血腥的战斗最终以约克军的绝对胜利而告终。敌对的许多重要人物，如亨利·珀西、诺森伯兰伯爵和安德鲁·特罗洛普皆战死。玛格丽特王后与亨利和爱德华王子设法逃到了蘇格蘭。爱德华四世返回伦敦参加加冕典礼，而沃里克则留下来安抚北方。 

## 生涯之巅

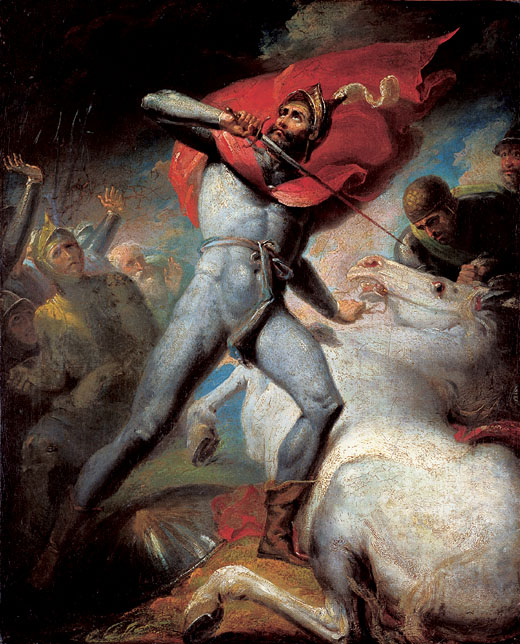
在陶顿战役中的沃里克

爱德华四世继位后，沃里克的地位比以往任何时候都高。他继承了他父亲的财产，并于1462年继承了他母亲的土地和索尔兹伯里伯爵的头衔。此外，他从自己的土地上获得的年收入超过7,000英镑，远远超过王国中除国王之外的任何其他人。爱德华恢复了沃里克作为加莱指挥官的职位，并任命他为英格兰高级海军上将和蘭開斯特公國的管家，以及其他几个职位。他的兄弟们也从中受益：蒙塔古勋爵约翰·内维尔于1463年被任命为东行军典狱长，次年被封为诺森伯兰伯爵。
到1461年底，英格兰北部的叛乱逐渐平息，1462年夏天，沃里克与苏格兰达成停火协议。同年10月，安茹的玛格丽特率领法国军队入侵英格兰，并成功夺取了阿尼克城堡和班堡城堡。沃里克不得不组织军队重新夺回城堡，并于1463年1月成功收复两地。地方叛乱的领袖，包括拉尔夫·珀西爵士，被赦免并负责保卫重新夺回的城堡。2月，他将父亲和兄弟的遗体埋葬在修道院，并于3月回到伦敦出席了在西敏举行的议会。 
然而，同年春天，当拉尔夫·珀西围攻诺勒姆城堡时，北方再次爆发起义。沃里克返回北方并于7月营救了诺勒姆，但兰开斯特家族仍然占有諾森伯蘭郡，于是政府决定采取外交途径。1463年末，英格兰与苏格兰和法国达成了单独的休战协议，这使得沃里克能够在1464年春天重新夺回兰开斯特叛军占领的诺森布里亚城堡。这一次沃里克没有对叛乱领袖给予宽大处理，大约有三十名叛乱领导人被处决。 

## 与国王的紧张关系
在与法国人的谈判中，沃里克暗示爱德华国王有兴趣与法国王室进行联姻，预定的新娘是路易十一的嫂子，萨伏伊公爵路易的女儿博纳。然而，这段联姻并没有成功，因为在1464年9月，爱德华透露他已经与伊丽莎白·伍德维尔结婚了。这场婚姻对沃里克造成了极大的冒犯：不仅因为他的计划被破坏了，而且还因为国王在没有告知他的情况下擅自行事。这一场婚姻 – 订于同年5月1日 - 在沃里克于一次理事会会议上就这个问题向爱德华施压之前并没有被公开。与此同时，沃里克一直在不知不觉中欺骗法国人相信国王对联姻是认真的。对于爱德华来说，这段婚姻很可能是出于爱情，但从长远来看，他正在试图将伍德维尔家族打造成一个独立于沃里克影响力的强者。 爱德华四世和伊丽莎白伍德维尔的婚姻使沃里克失去了部分权力和影响力。他指责伊丽莎白和她的母亲卢森堡的雅克塔使用巫术，并试图恢复他失去的权力。 
虽然这件事这还不足以对两人的关系造成彻底的影响，但沃里克越来越远离朝政。沃里克的弟弟乔治被提升为约克大主教再次表明伯爵仍然受到国王的青睐。1465年7月，当亨利六世再次被捕时，是沃里克护送失势的国王前往关押他的伦敦塔。 
在1466年春天，沃里克被派往欧洲大陆，并与法国人和勃艮第人进行谈判。谈判围绕爱德华的妹妹玛格丽特的婚事展开。沃里克希望借此机会巩固与法国的外交关系。与此同时，爱德华的岳父理查德伍德维尔，里弗斯伯爵被任命为财务主管，里弗斯支持与勃艮第进行联盟。这在英国宫廷引发了内部冲突，爱德华于10月与勃艮第签署了一项秘密条约，而沃里克则被迫与法国人进行虚假谈判。后来，乔治·内维尔被免去总理职务，而爱德华也拒绝考虑让沃里克的大女儿伊莎贝尔和克拉伦斯公爵乔治联姻。显而易见，沃里克在朝堂上的统治地位已经被里弗斯接管了。 
1467年秋天，有传言说沃里克同情并暗中帮助兰开斯特家族，但即使沃里克拒绝出庭回答指控，国王还是以书面形式接受了他的否认。 1468年7月，有人揭露沃里克在加莱的副手约翰·温洛克勋爵卷入了兰开斯特家族针对国王的阴谋，1469年初又发现了另一个兰开斯特阴谋，涉及牛津伯爵约翰·德维尔。很明显，对爱德华统治的不满是普遍存在的，而沃里克正好可以利用这一事实。

## 叛乱与死亡
沃里克趁其本人不在的时候在约克郡策划了一场叛乱，叛乱由“雷德斯代尔的罗宾”领导。沃里克的部分计划让爱德华国王的弟弟乔治·金雀花登上王位。19岁的乔治和他的哥哥一样出色，但也善妒并野心勃勃。1469年7月，两人航行到加来，乔治在那里与沃里克的女儿伊莎贝尔·内维尔夫人结婚。从那里，他们回到了英格兰，在那里他们聚集了肯特人并加入了北方的叛乱。与此同时，国王的军队在埃奇科特战役中被击败，彭布罗克伯爵威廉赫伯特在那里被杀。另一位指挥官，德文伯爵汉弗莱·斯塔福德在逃亡时被一群暴徒处以私刑。后来，伯爵里弗斯和他的儿子约翰伍德维尔爵士也被逮捕和杀害。随着他的军队被击败，爱德华四世国王被乔治·内维尔逮捕。沃里克随后将国王囚禁在華威城堡，并于8月将国王带到北边的米德勒姆城堡。然而，从长远来看，没有国王就无法统治，接连不断的混乱迫使沃里克于1469年9月释放了爱德华四世国王。 

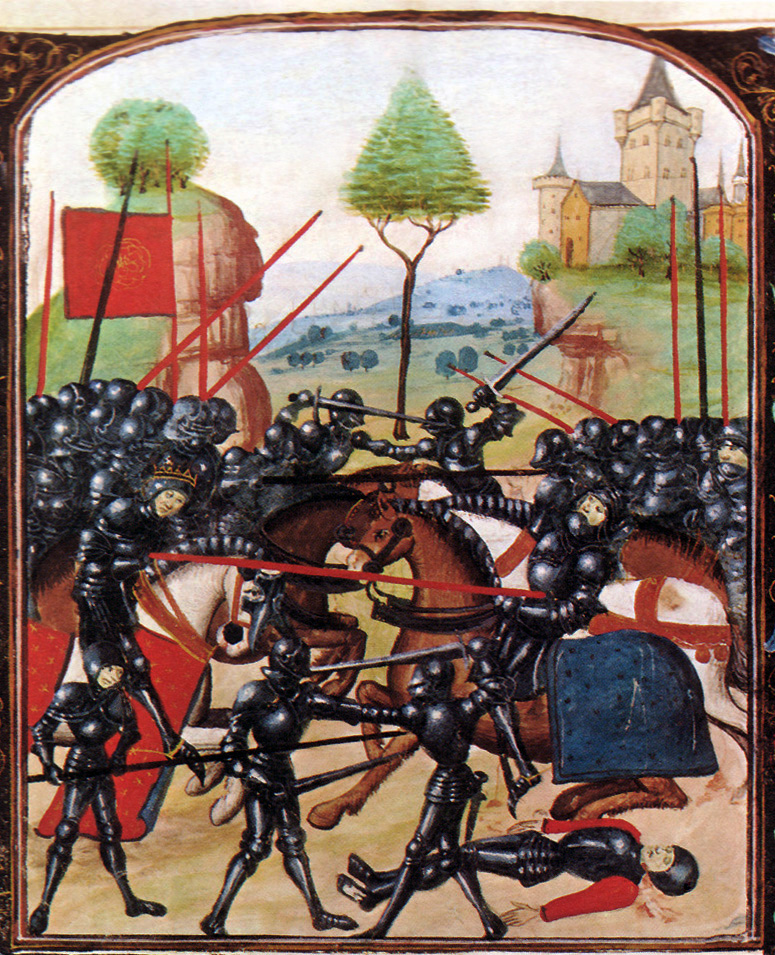
巴尼特之战的画像，沃里克在此阵亡。左边可以看到爱德华四世戴着王冠，右边的沃里克则被长矛刺穿。事实上，爱德华并没有亲手杀死沃里克

几个月来，沃里克和国王之间达成了临时协议，但亨利·珀西恢复蒙塔古的诺森伯兰伯爵领地阻止了任何完全和解的机会。当林肯郡骚乱将国王引向北方时，沃里克就设下了一个陷阱，在那里国王会被沃里克的人伏击。然而在威尔斯勋爵罗伯特于1470年3月在拉特兰的洛塞科特油田被击溃时，爱德华发现了这个阴谋，并放弃了北上的计划。
沃里克很快放弃了抵抗，再次带着克拉伦斯逃离了这个国家。他们被拒绝进入加来，于是向法国国王路易十一寻求庇护。路易十一安排了沃里克和安茹的玛格丽特之间的和解，作为协议的一部分，玛格丽特和亨利的儿子威尔士亲王爱德华将与沃里克的女儿安妮结婚。该联盟的目标是恢复亨利六世的王位。于是沃里克再次在北部发动起义，国王离开后，他和克拉伦斯于1470年9月13日在达特茅斯和普利茅斯登陆。在众多涌向沃里克身边的人中，有他的兄弟蒙塔古，他没有参加上次叛乱，但对国王的忠诚没有得到恢复伯爵爵位的回报，使他对国王感到很失望。这次为国王设置的调虎离山计起作用了；当爱德华急忙率兵南下时，蒙塔古的军队从北方逼近，国王这才发现自己被包围了。10月2日，国王逃往勃艮第公國的法兰德斯。亨利国王现已复辟，沃里克以总督身份成为真正的统治者。在11月议会上，爱德华的土地和头衔被剥夺，克拉伦斯被授予约克公爵领地。 
这时，国际力量介入了。路易十一向勃艮第宣战，而大膽查理则通过向爱德华四世派遣一支远征军作为回应，以夺回他的王位。1471年3月14日，在诺森伯兰伯爵的默许下，爱德华在约克郡的拉文斯普恩登陆。沃里克还在等待玛格丽特王后和她的儿子爱德华，他们本应从法国带来援军，但因天气恶劣而被困在欧洲大陆上。此时，爱德华得到了弟弟克拉伦斯的支持，克拉伦斯此时已经意识到自己将在与兰开斯特家族的新协议中处于不利地位。 克拉伦斯的叛逃削弱了沃里克的力量，但沃里克仍继续追捕爱德华。1471年4月14日，两支军队在巴尼特相遇。战场上的雾气和低能见度导致战斗极度混乱，兰开斯特军队在混乱中攻击了自己的人。面对战斗的失败，沃里克试图逃离战场，但被他的马击倒，随后沃里克在混乱中被杀死。 

## 后事
沃里克以及他的兄弟蒙塔古的尸体被陈列在伦敦的圣保罗大教堂，以平息有关他们幸存的任何谣言。然后他们被移交给内维尔大主教，埋葬在伯克郡泰晤士河附近比舍姆修道院的家庭墓穴中。现在，无论是坟墓还是它所在的教堂，都没有留下任何痕迹。1471年5月，爱德华四世在图克斯伯里战役中击败了玛格丽特王后和剩余兰开斯特军队，兰开斯特的爱德华王子在那里被杀。不久之后，有报道称亨利六世国王也死在了伦敦塔中。随着兰开斯特继承人被消灭，爱德华可以安全地统治英格兰直到他于1483年去世。 
沃里克没有儿子。他的职位被分给了爱德华国王的兄弟克拉伦斯公爵乔治（与沃里克的女儿伊莎贝尔·内维尔结婚）和格洛斯特公爵理查德，即未来的理查三世（与沃里克的女儿安妮·內維爾结婚）。克拉伦斯成为了英格兰的内务大臣和爱尔兰总督，而格洛斯特则被任命为英格兰海军上将和典狱长。克拉伦斯还获得了沃里克和索尔兹伯里的伯爵爵位。伯爵原有的土地被没收并交由国王保管。1472年，两位王子之间就博尚和德斯彭瑟的遗产发生了争执。最终达成妥协，遗产中的土地被分割，但克拉伦斯并没有善罢甘休。1477年，他再次密谋袭击他的兄弟。这一次国王没有再手下留情，次年克拉伦斯公爵被处死。 

## 历史评价

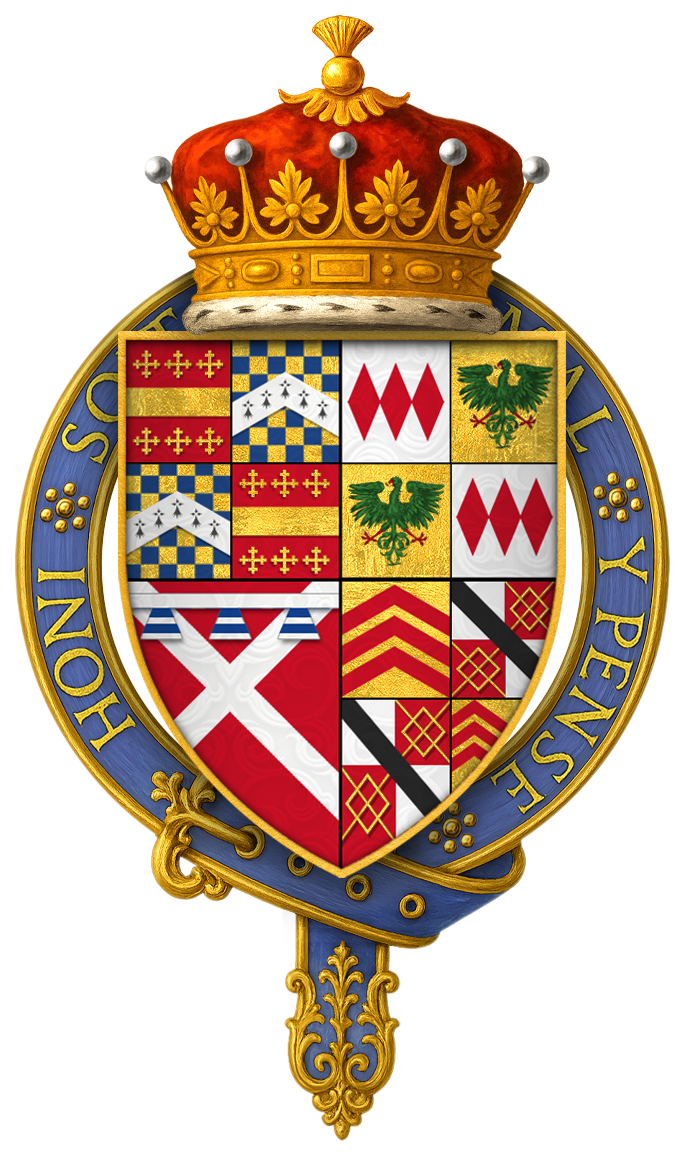
沃里克的嘉德骑士的紋章

理查德·内维尔的早期资料分为两类。第一个是早期约克主义年代的史书，或基于这些的作品，这一类对沃里克持同情态度。另一类起源于沃里克倒台后爱德华四世的编年史，这一类史书对伯爵的评价较为消极。 《镜报》将沃里克描绘成一个伟人：深受人民爱戴，却被他帮助登上王位的人背叛。另一种观点可以在莎士比亚的亨利六世三部曲中找到：沃里克被认为是一个被骄傲和自负所驱使的人，他随意扶持和废黜国王。 
然而，随着时间的推移，后者逐渐占据主导地位。启蒙运动，或辉格历史学家，皆谴责任何阻碍向集权的君主立宪制发展的人，就像沃里克在与爱德华的斗争中所做的那样。大卫·休谟称沃里克是“最伟大的，也是最后一位，曾经威慑王室的强大伯爵，使人民无法建立任何正常的文职政府系统”。后来的作家们在对沃里克的某些性格特征的钦佩和对他的政治行为的谴责之间产生了分歧。19世纪后期的军事历史学家查尔斯·阿曼承认沃里克伯爵有能力能够迎合大众的情绪，但也指出了他作为军事指挥官的不足。阿曼认为沃里克是一位传统的战略家，“但没有达到他的学生爱德华所展示的军事天才的高度。”保罗·默里·肯德尔（Paul Murray Kendall）在1957年出版的流行传记对沃里克表示同情，但最终的结论是，他沦为自己野心勃勃的牺牲品。 

### 引用
1. ↑  Hicks (1998), pp. 231, 234, 237
2. ↑  Pollard (2007), pp. 199–200.
3. ↑  Pollard (2007), p. 13.
4. ↑  Hicks (1998), p. 7.
5. ↑  Pollard (2007), p. 11.
6. ↑  Clark, K.L. . The History Press. 2016: 97. ISBN 978-0750963657.
7. 1 2 3 4  Pollard (2004).
8. ↑  Hicks (1998), p. 38.
9. ↑  Hicks (1998), p. 39.
10. ↑  Pollard (2007), p. 12.
11. ↑  Keen (2003), p. 350.
12. ↑  Hicks (1998), pp. 84–5.
13. ↑  Wolff (2001), p. 271.
14. ↑  Collin （1981），p. 130.
15. ↑  Carpenter (1992), p. 127.
16. ↑  Griffiths, R.A. . English Historical Review. 1984, xcix: 67–82. JSTOR 567910. doi:10.1093/ehr/XCIX.CCCXC.67.
17. ↑  Pollard (2007), p. 24.
18. ↑  
Hicks (1998), p. 112.
19. ↑  Pollard (2007), p. 30.
20. ↑  Carpenter (1997), pp. 135, 259.
21. ↑  Carpenter (1997), p. 135.
22. ↑  Lander, J.R. . Bulletin of the John Rylands Library. 1960, xliii: 46–69. doi:10.7227/BJRL.43.1.3.
23. ↑  Jacob (1961), pp. 513–4.
24. ↑  Hicks (1998), p. 125.
25. ↑  Ross (1997), p. 19.
26. ↑  Keen (2003), p. 442.
27. ↑  Harriss, G. L. . English Historical Review. 1960, lxxv (294): 30–53. JSTOR 558799. doi:10.1093/ehr/LXXV.294.30.
28. ↑  Hicks (1998), p. 144.
29. ↑  Hicks (1998), p. 147.
30. ↑  Harriss (2005), p. 638.
31. ↑  Jacob (1961), p. 515.
32. ↑  Tuck (1985), p. 276.
33. 1 2  Hicks (1998), p. 164.
34. ↑  Carpenter (1997), p. 145.
35. ↑  Tuck (1985), p. 277.
36. ↑  Hicks (1998), p. 176.
37. ↑  Harriss (2005), p. 641.
38. ↑  Bennett, Vanora. .   [16 August 2013]. （原始内容存档于14 September 2013）.
39. ↑  Pollard (2007), p. 42.
40. ↑  Wolff (2001), p. 322.
41. ↑  Ross (1997), pp. 3–5.
42. ↑  Hicks (1998), pp. 186–7.
43. ↑  Keen (2003), p. 355.
44. ↑  Pollard (2007), p. 44.
45. ↑  Pollard (1988), p. 24.
46. ↑  Pollard (2007), p. 46.
47. ↑  Wolff (2001), p. 328.
48. ↑  Ross (1997), pp. 31–2.
49. ↑  Pollard (2007), p. 47.
50. ↑  Watts (1996), p. 360.
51. ↑  Pollard (2007), p. 48.
52. ↑  Wolff (2001), pp. 331–2.
53. ↑  Hicks (1998), p. 235.
54. ↑  Jacob (1961), pp. 527–8.
55. ↑  Keen (2003), p. 372.
56. ↑  Hicks (1998), p. 227.
57. ↑  Pollard (2007), pp. 77–80.
58. ↑  Hicks (1998), p. 221.
59. ↑  Hicks(1998), pp.220
60. ↑  Ross (1997), p. 50.
61. ↑  Hicks (1998), p. 242.
62. ↑  Hicks (1998), pp. 228, 243.
63. ↑  Ross (1997), p. 59.
64. ↑  Hicks (1998), pp. 244–7.
65. ↑  Pollard (2007), p. 54.
66. ↑  Hicks (1998), p. 261.
67. 1 2  Ross (1997), p. 91.
68. ↑  Pollard (2007), p. 56.
69. ↑  Carpenter (1997), pp. 169–70.
70. ↑  Hicks, Michael. . Stroud: The History Press. 2007.
71. ↑  Pollard (1988), pp. 26–7.
72. ↑  Hicks (1998), pp. 230, 253.
73. ↑  Hicks (1998), p. 263.
74. ↑  Pollard (2007), p. 59.
75. ↑  Ross (1997), p. 95.
76. ↑  Pollard (2007), p. 60.
77. ↑  Hicks (1998), pp. 259–64.
78. ↑  Pollard (2007), p. 58.
79. ↑  Hicks (1998), pp. 264–5.
80. ↑  Hicks (1998), p. 269.
81. ↑  Pollard (2007), p. 64.
82. ↑  Hicks (1998), pp. 270–1, 275.
83. 1 2  Pollard (2007), p. 66.
84. ↑  Ross (1997), pp. 116–7.
85. ↑  Hicks (1980), pp. 32–3.
86. ↑  Pollard (2007), p. 65.
87. ↑  Ross (1997), pp. 131–2.
88. ↑  Carpenter (1997), p. 175.
89. ↑  Scofield, C.L. . English Historical Review. 1922, xxxvii (146): 544–546  [2021-08-25]. JSTOR 552360. doi:10.1093/ehr/XXXVII.CXLVI.253. （原始内容存档于2022-04-06）.
90. ↑  Wilkinson (1969), p. 292.
91. ↑  Pollard (2007), pp. 65–6.
92. ↑  Keen (2003), p. 378.
93. ↑  Pollard, A.J. . Bulletin of the John Rylands Library. 1979, lii: 170–5.
94. ↑  Pollard (2007), p. 68.
95. ↑  Wilkinson (1969), pp. 292–3.
96. ↑  Pollard (2007), p. 69.
97. ↑  Wilkinson (1969), p. 293.
98. ↑  Horrox (1989),p.198.
99. ↑  Ross (1997), p. 152.
100. ↑  Ross (1997), p. 153.
101. ↑  Pollard (2007), p. 71.
102. ↑  Hicks (1980), p. 74.
103. 1 2  Tuck (1985), p. 284.
104. ↑  Hicks (1998), p. 307.
105. ↑  Wolff (2001), pp. 344–5.
106. ↑  Hicks (1980), p. 93.
107. ↑  Ross (1997), pp. 167–8.
108. 1 2  Pollard (2007), p. 73.
109. 1 2  Hicks (1998), p. 310.
110. ↑  Wilkinson (1969), p. 294.
111. ↑  Wolff (2001), p. 347.
112. ↑  Hicks (1980), p. 98.
113. ↑  Hicks (1980), p.102.
114. ↑  Ross (1997), pp. 188–9.
115. ↑  Hicks (1980), pp. 126–7.
116. ↑  Pollard (2007), pp. 2–3.
117. ↑  Hicks (1998), p. 3.
118. ↑  Hicks (1998), pp. 3–4.
119. ↑  Hicks (1998), p. 5.
120. ↑  Hume, David. . vol. iii. Oxford. 1826: 160.
121. ↑  Lytton, Edward Bulwer. . London. 1843.
122. ↑  Pollard (2007), p. 195.
123. ↑  Oman (1899), p. 239.
124. ↑  Kendall (1957), p. 12.